# Euzebiusz Smolarek
Euzebiusz "Ebi" Smolarek (Łódź, 9 de gener de 1981) és un futbolista polonès, que ocupa la posició de migcampista o de davanter.
És fill del també futbolista i entrenador Włodzimierz Smolarek, que li va posar el seu nom pel jugador portuguès Eusébio.

## Trajectòria

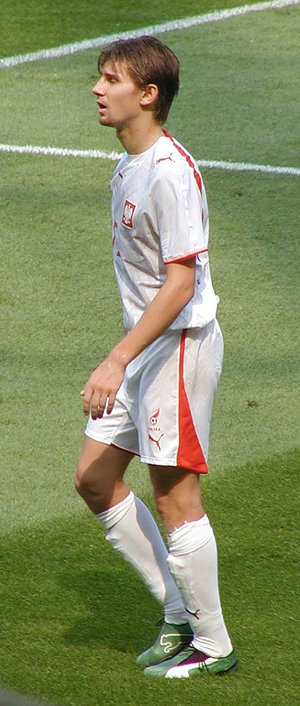
Euzebiusz Smolarek

Va créixer als Països Baixos, on militava el seu pare i va iniciar-se a les categories inferiors del Feyenoord. En el primer equip neerlandès va jugar durant cinc anys, fins que per la temporada 05/06 recala al Borussia Dortmund.
Al quadre alemany és titular, tot jugant 81 partits i marcant 25 gols. L'estiu del 2007, el Racing de Santander paga 4,8 milions d'euros per incorporar-lo a la primera divisió espanyola. A la temporada 07/08, és peça clau de la bona campanya dels càntabres, tot marcat 4 gols en 34 partits.
No té continuïtat, però, al Racing, que el cedeix al Bolton Wanderers FC per la temporada 08/09. Al club anglès no va quallar una bona temporada, i a les postres, el Bolton no va tirar endavant l'opció de compra.
Tot i l'interès de clubs alemanys, a l'estiu del 2009 el polonès fitxa pel Kavala FC.

## Internacional
Smolarek ha estat internacional amb Polònia en 43 ocasions, tot marcant 19 gols. Amb el combinat del seu país hi va participar en el Mundial del 2006.
Va ser el màxim golejador en el grup de Polònia en la Fase de classificació per a l'Eurocopa del 2008, amb nou dianes. A la cita de Suïssa i Àustria, va disputar tots els partits del seu país.
Va ser el primer jugador de la selecció polonesa en marcar un gol a Portugal després de vint anys. Precisament, eixe darrer va ser marcat per Włodzimierz Smolarek.
Ha estat el màxim golejador del grup de Polònia per a classificar-se al Mundial del 2010, en part gràcies als quatre gols a fets a San Marino.

## Palmarès
- Copa de la UEFA: 2002
- Futbolista polonès de l'Any: 2005, 2006, 2007